# Scottish Borders
Scottish Borders (skotsk: the Mairches, lit. 'the Marches'; skotsk gælisk: Crìochan na h-Alba) er en af de 32 kommuner eller enhedslig myndigheder council areas i Skotland.  Det grænser op til City of Edinburgh, Dumfries and Galloway, East Lothian, Midlothian, South Lanarkshire, West Lothian og mod sydvest, syd og øst de engelske counties Cumbria og Northumberland. Administrationscentret ligger i Newtown St Boswells.
Termen Scottish Borders, eller normalt blot "the Borders", bruges også til at betegne områderne i det sydlige Skotland og nordlige England omkring den engelsk-skotske grænse.

## Byer og landsbyer
De største byer i Scottish Borders i 2011 er:
- Galashiels: 14.994
- Hawick: 14.294
- Peebles: 8.376
- Selkirk: 5.784
- Kelso: 5.639
- Jedburgh: 4.030
- Eyemouth: 3.546
- Innerleithen: 3.031
- Duns: 2.753
- Melrose: 2.307
- Coldstream: 1.946
- Earlston: 1.779

## Seværdigheder
- Abbotsford House
- Berwickshire Coastal Path
- Bowhill House
- Cheviot Hills
- Cessford Burn
- Coldingham Bay
- Dawyck Botanic Garden
- Dryburgh Abbey – Historic Scotland
- Duns Castle
- Edin's Hall Broch
- Ettrick Forest
- Eyemouth
- Floors Castle
- Glentress Forest – Forest Enterprise
- Greenknowe Tower
- Harmony Garden – National Trust for Scotland
- Hawkshaw – ancestral home of the Porteous family
- Hermitage Castle – Historic Scotland
- Jedburgh Abbey – Historic Scotland
- Kailzie Gardens
- Kelso Abbey
- Kirna House (The Kirna, previously Grangehill)
- Lammermuir Hills
- Lauderdale
- Manderston
- Megget Reservoir
- Mellerstain House
- Melrose Abbey – Historic Scotland
- Mire Loch
- Monteviot
- Morebattle
- Neidpath Castle
- Nisbet, Berwickshire
- Nisbet, Roxburghshire
- Paxton House
- Pennine Way – National Trails
- Priorwood Garden – National Trust for Scotland
- Robert Smail's Printing Works – National Trust for Scotland
- Scots' dike
- Smailholm Tower – Historic Scotland
- Southern Upland Way – National Trails
- St. Abbs Head
- St. Mary's Loch
- St. Ronans Wells
- Teviotdale
- Thirlestane Castle
- Traquair House
- Trimontium and the Eildons
- Union Bridge
- Waterloo Monument
- Wedderburn Castle